# Барлоу, Джеймс
Джеймс Барлоу (англ. James Barlow; 1 декабря 1921, Бирмингем, Англия — 30 января 1973, Корк, Ирландия) — английский писатель и сценарист.

## Биография
После окончания школы поступил в торговый колледж. Участник Второй мировой войны. Служил в Королевских ВВС Великобритании. Демобилизован в связи с заболеванием туберкулёзом.
В 1969 году Барлоу переехал со своей семьей в Тасманию в Австралии, но вернулся через несколько лет и поселился в Ирландии.
Был женат, имел 4 -х детей, умер внезапно в возрасте 51 года в Ирландии.

## Творчество
Писать начал во время своего долгого лечения в госпитале. Вначале статьи в авиационные журналы. Позже, статьи и рассказы для других журналов, в том числе «Панч» . После выздоровления, вернулся в Бирмингем, устроился на работу, при этом не переставая писать.
Автор тринадцати романов и одной книги в жанре фантастики.
Его первый роман «Протагонисты», опирающийся на собственном опыте лечения и выздоровления от туберкулёза в санатории, был опубликован в 1956 году. Роман «Патриоты» — история ветеранов войны изо всех сил, пытающихся приспособиться к гражданской жизни и попадающих в ловушку преступности.

## Сценарии
- 1962 — Семестр испытаний
- 1971 — Злодей